# Chytonix cyanochlora
Chytonix cyanochlora är en fjärilsart som beskrevs av William Schaus 1911. Chytonix cyanochlora ingår i släktet Chytonix och familjen nattflyn. Inga underarter finns listade i Catalogue of Life.